# 图里语
图里语是印度一种濒危蒙达语族语言，与蒙达里语有亲缘关系。使用人口仅占图里族的0.5%，其他人分别在贾坎德邦转而使用萨德里语，西孟加拉邦用蒙达里语，在奥里萨邦使用奥里亚语。图里人在贾坎德邦被归为贱民。

## 分布
Osada (1991)给出了下列使用图里语的地点。
- 贾坎德邦 (截至1981年有133,137人；后并入比哈尔邦)
  - 基里迪县
  - 兰契县
  - 哈扎里巴县
- 恰蒂斯加尔邦
  - 赖格尔县
- 西孟加拉邦 (截至1981年有26,443人)
- 奥里萨邦 (截至1981年有7,374人)